# Sisterabben
Sisterabben är en kulle i Antarktis. Den ligger i Östantarktis. Norge gör anspråk på området. Toppen på Sisterabben är 2 260 meter över havet, eller 108 meter över den omgivande terrängen. Bredden vid basen är 7,4 km.
Terrängen runt Sisterabben är platt norrut, men söderut är den kuperad. Trakten är obefolkad. Det finns inga samhällen i närheten.